# Scenes from an Italian Restaurant
"Scenes from an Italian Restaurant" is een nummer van de Amerikaanse singer-songwriter Billy Joel. Het nummer verscheen op zijn album The Stranger uit 1977.

## Achtergrond
"Scenes from an Italian Restaurant" is geschreven door Joel zelf en geproduceerd door Phil Ramone. Alhoewel het nummer nooit op single is uitgebracht, is het een van zijn populairste composities onder zijn fans; het verschijnt op een groot deel van zijn compilatiealbums en wordt vaak gespeeld tijdens liveconcerten. In interviews heeft Joel aangegeven dat de tweede kant van het album Abbey Road van The Beatles een grote inspiratiebron is voor het nummer.
"Scenes from an Italian Restaurant" kan worden gezien als een medley van drie nummers. Het begint als een ballad op de piano, gezongen vanuit de eerste persoon, over twee oude klasgenoten die elkaar tegenkomen in een Italiaans restaurant. Dit gaat over in een uptempo, door jazz beïnvloede sectie, wanneer de klasgenoten elkaar op de hoogte brengen over de gebeurtenissen in hun leven en herinneringen ophalen aan vroeger. Hierna volgt een rock-'n-rollsectie (door Joel "The Ballad of Brenda en Eddie" genoemd). Hierin wordt in de derde persoon een verhaal verteld over geliefden op een middelbare school (vermoedelijk Brenda en Eddie), die jong trouwden en snel uit elkaar gingen. Het nummer vertraagt daarna weer naar de stijl van de eerste sectie, waarin een karakter zegt "I'll meet you anytime you want, at our Italian restaurant" (Ik ontmoet je wanneer je wilt in ons Italiaans restaurant).
Met een lengte van 7 minuten en 37 seconden is "Scenes from an Italian Restaurant" het langste nummer dat Joel ooit in de studio heeft opgenomen; zijn klassieke album Fantasies & Delusions niet meegerekend. Op 6 mei 1977 speelde Joel het nummer voor het eerst live op de C.W. Post Campus of Long Island University in Brookville, New York, en droeg het op aan het restaurant Christiano's in het nabijgelegen Syosset, wat tot februari 2014 open was. Joel gaf jaren later toe dat het vermelden van dit restaurant tijdens een concert vrijwel gelijk stond aan het schreeuwen van "Yankees" in een concert in Manhattan.
Na jaren van speculatie vertelde Joel in een interview in 2008 welk restaurant de inspiratie vormde voor "Scenes from an Italian Restaurant". Op de dvd bij de heruitgave ter gelegenheid van de dertigste verjaardag van het album The Stranger vertelde hij dat het nummer geschreven is over Fontana di Trevi, een restaurant dat tegenover de Carnegie Hall gelokaliseerd was, waar Joel in juni 1977 een aantal concerten speelde. Een bekende regel uit het nummer, "A bottle of red, a bottle of white, whatever kind of mood you're in tonight" (Een fles rood, een fles wit, het ligt eraan in welke bui je vanavond bent) werd daadwerkelijk door een medewerker die de bestelling van Joel opnam uitgesproken. Verder vertelde hij dat het restaurant in het verhaal is geïnspireerd door meerdere echte restaurants, alhoewel hij aan Fontana di Trevi dacht toen hij het schreef. Hij noemde het zijn favoriete door hem geschreven nummer.

## NPO Radio 2 Top 2000
| Nummer met noteringen in de NPO Radio 2 Top 2000 | '16  | '17  | '18  | '19  | '20  | '21  | '22  | '23  | '24  |
| ------------------------------------------------ | ---- | ---- | ---- | ---- | ---- | ---- | ---- | ---- | ---- |
| Scenes from an Italian Restaurant                | 1598 | 1543 | 1410 | 1480 | 1502 | 1348 | 1331 | 1333 | 1281 |

1. ↑  Een vetgedrukt getal geeft de hoogste notering aan.
2. ↑  2016 was het eerste jaar met een notering voor dit nummer.